# جایزه سینمایی انتخاب منتقدان برای بهترین گریم
جایزه سینمایی انتخاب منتقدان برای بهترین گریم (انگلیسی: Critics' Choice Movie Award for Best Makeup)جایزه‌ای که توسط انجمن منتقدان پخش فیلم به فعالان بخش سینما داده می‌شود.

## لیست نامزدها و برنده‌ها

### دهه ۲۰۰۰
۲۰۰۹: منطقه ۹
- آواتار (فیلم ۲۰۰۹)
- نه (فیلم ۲۰۰۹)
- جاده (فیلم ۲۰۰۹)
- پیشتازان فضا (فیلم)

### دهه ۲۰۱۰
۲۰۱۰: آلیس در سرزمین عجایب (فیلم ۲۰۱۰)
- قوی سیاه (فیلم ۲۰۱۰)
- هری پاتر و یادگاران مرگ - قسمت اول
- شجاعت واقعی (فیلم ۲۰۱۰)

۲۰۱۱: هری پاتر و یادگاران مرگ - قسمت دوم
- آلبرت نابز
- جی. ادگار
- هفته‌ای که با مریلین گذراندم
- بانوی آهنی (فیلم)

۲۰۱۲: کلاود اطلس
- هابیت: یک سفر غیرمنتظره
- بینوایان (فیلم ۲۰۱۲)
- لینکلن (فیلم ۲۰۱۲)

۲۰۱۳: حقه‌بازی آمریکایی
- ۱۲ سال بردگی
- هابیت: برهوت اسماگ
- سرخدمتکار (فیلم ۲۰۱۳)
- شتاب (فیلم ۲۰۱۳)

۲۰۱۴: نگهبانان کهکشان (فیلم)
- فاکس‌کچر (فیلم)
- هابیت: نبرد پنج سپاه
- به‌سوی جنگل (فیلم)
- مالیفیسنت (فیلم)

۲۰۱۵: مکس دیوانه: جاده خشم
- عشاء ربانی سیاه
- کارول (فیلم)
- دختر دانمارکی (فیلم)
- هشت نفرت‌انگیز
- بازگشته (فیلم ۲۰۱۵)

۲۰۱۶: جکی (فیلم ۲۰۱۶)
- دکتر استرنج (فیلم)
- جانوران شگفت‌انگیز و زیستگاه آن‌ها (فیلم)
- ستیغ هک‌سا
- فراتر از پیشتازان فضا